# Un dulce olor a muerte
Un dulce olor a muerte és una pel·lícula dramàtica de coproducció espanyola, argentina i mexicana del 1999 dirigida per Gabriel Retes amb un argument escrit per Guillermo Arriaga basat en la seva novel·la del mateix nom. Va participar en la selecció oficial del 21è Festival Internacional de Cinema de Moscou.

## Sinopsi
Ramón descobreix el cadàver nu del seu amor secret, Adela, en un camp de civada a Carranco; la tapa amb una camisa i jura venjar la seva mort. Pel poble corre el rumor que era la seva núvia. D'altra banda, el Gitano, un foraster establert el poble després d'una nit d'amor i sexe amb una dona casada, Gabriela, marxa de Carranco. A la cantina del poble, mentre el comissari Justino i els altres discuteixen què fer, un home misteriós anomenat La Amistad acusa el Gitano d'haver matat a la jove.

## Repartiment
- Diego Luna - Ramón
- Laila Saab - Adela
- Karra Elejalde - El Gitano
- Arap Bethke  - Lucio
- Héctor Alterio - Justino
- Odiseo Bichir - Pascual
- Juan Carlos Colombo - La Amistad
- Alfredo Alfonso - Natalio
- Ignacio Retes - Marcelino
- Edna Necoechea - Francisca

## Premis
Va rebre el premi India Catalina al millor director del Festival Internacional de Cinema de Cartagena de Indias i el segon premi Gran Coral al Festival Internacional del Nou Cinema Llatinoamericà de l'Havana.